# Phyllanthus anisophyllioides
Phyllanthus anisophyllioides là một loài thực vật có hoa trong họ Diệp hạ châu. Loài này được Merr. miêu tả khoa học đầu tiên năm 1925.